# Antonio Tubini
Antonio Tubini war von 1498 bis 1519 in Florenz als Buchdrucker tätig. Meistens arbeitete er mit Andrea Ghirlandi als Societas Colubris bzw. Compagnia del Drago zusammen, zeitweise druckten sie auch zu dritt mit dem aus Venedig stammenden Lorenzo Francesco Alopa.